# City of Dreams
City of Dreams es una película de suspenso dramático mexicana-estadounidense de 2023 escrita y dirigida por Mohit Ramchandani y protagonizada por Ari Lopez, Renata Vaca, Alfredo Castro, Paulina Gaitán, Jason Patric y Diego Calva.
La película fue lanzada en Estados Unidos por Roadside Atracciones el 30 de agosto de 2024.

## Elenco
- Ari López como Jesús, un niño mexicano de Puebla, quien es introducido en el bajo mundo de los trabajos forzados en la ciudad de Los Ángeles. Sueña con ser un jugador de fútbol profesional.
- Alfredo Castro como El Jefe, quien se encarga de una de las casas de seguridad en la cual se realizan diferentes prácticas ilícitas.
- Jason Patric como Stevens, un agente del Departamento de Policía de Los Ángeles con gran sentido de la intuición.
- Renata Vaca como Elena, compañera de trabajo de Jesús y su interés amoroso. Sueña con ser diseñadora de moda.
- Diego Calva como Carlitos, compañero de trabajo de Jesús.
- Adina Eady como Rusanovschi, una agente y pareja de patrullaje de Stevens.
- Andrés Delgado como César, un joven chicano quien obliga a los presos a trabajar largar jornadas, dando crueles golpizas a quien se niegue a hacerlo.
- Samm Levine como Nazarian, un traficante de personas de origen armenio, quién persigue a Jesús por el centro de Los Ángeles.
- Daniel Ortiz como Gordo, compañero de trabajo de Jesús.
- Francisco Denis como Rodrigo Ramirez, encargado de reclutar personas jóvenes haciéndose pasar por mánager de una Agencia de Talentos llamada "Celebrity Travels".
- Paulina Gaitán como María, la madre fallecida de Jesús, quien es una indígena de origen nahua.
- Jorge Antonio Guerrero como José, el padre de Jesús, quien es un indígena de origen nahua.
- Daria Amona Fe como Lucille, una elegante mujer rusa quién elige a las chicas más bellas para iniciarlas en el negocio de la prostitución.
- Adriana Paz como una prostituta al mando del Jefe.
- Karla Rodríguez Coronado como Nadia, una bella joven religiosa quien es reclutada por Lucille.
- Antonio Monroi como Sacerdote mexica, quien ayudó a dar a luz a María en un templo secreto. Personifica las cosas negativas en la mente de Jesús, viéndolo este como un demonio.

## Producción
En febrero de 2023, se informó que Yalitza Aparicio iba a fungir como productora ejecutiva de la película titulada Dreamers, y que Jason Patric se había unido al elenco.
En octubre de 2023, se anunció que Roadside Atracciones había adquirido los derechos de distribución de la ahora retitulada City of Dreams, escrita y dirigida por Mohit Ramchandani en su debut como director.

## Lanzamiento
La película tuvo su estreno mundial en el Mammoth Film Festival el 5 de marzo de 2023. Su lanzamiento está previsto en Estados Unidos el 5 de abril de 2024.